# Ailton Menegussi
Dom Ailton Menegussi (Nova Venécia, 5 de novembro de 1962) é um sacerdote brasileiro, bispo de Crateús.

## Biografia
Foi ordenado padre em 22 de novembro de 1998, em São Mateus. Exerceu as funções de reitor do Seminário Maior de Filosofia e Teologia da diocese de São Mateus (2004-2012); coordenador diocesano do Serviço de Animação Vocacional (2007-2012) e membro do Conselho de Presbíteros (2004-2012).
Dom Ailton é especialista em psicopedagogia pela Escola de Formadores de Santa Catarina. Foi nomeado bispo de Crateús em 6 de novembro de 2013.
Foi sagrado bispo na catedral da Diocese de São Mateus, no dia 21 de dezembro de 2013, por ocasião das enchentes no Espírito Santo que atingiu também sua cidade natal, Nova Venécia, a sagração ocorreu em São Mateus. Os bispos sagrantes foram Dom Zanoni Demettino Castro, bispo de São Mateus, Dom Aldo Gerna, bispo-emérito de São Mateus e Dom Luiz Mancilha Vilela, arcebispo de Vitória. 
Tomou posse como 3º Bispo de Crateús no dia 4 de janeiro de 2014.